# Renate Neu
Renate Neu ist eine ehemalige Ruderin aus der Deutschen Demokratischen Republik.

## Karriere
Neu startete auf Vereinsebene für den SC Dynamo Berlin. Zwischen 1975 und 1983 war sie mit verschiedenen Besetzungen im Achter bei den DDR-Rudermeisterschaften erfolgreich. Dabei gewann sie dreimal den Meistertitel (1975, 1976, 1981), wurde viermal Vizemeisterin (1977, 1978, 1980, 1982) und belegte 1983 den dritten Platz. Außerdem wurde sie gemeinsam mit Dagmar Bauer in den Jahren 1976 und 1980 nationale Meisterin im Zweier ohne Steuerfrau und gewann je zweimal Silber (1979, 1981) und Bronze (1977, 1982) im Riemenvierer mit Steuerfrau.
In der Besetzung Doris Mosig, Rosel Nitsche, Renate Neu, Monika Kallies, Bianka Schwede, Ilona Richter, Christiane Knetsch, Viola Goretzki und Steuerfrau Marina Wilke gewann der Achter der Deutschen Demokratischen Republik bei den Weltmeisterschaften im englischen Nottingham die Goldmedaille. Bei den Weltmeisterschaften 1978 im neuseeländischen Hamilton und 1979 im jugoslawischen Bled erreichte der DDR-Achter mit Renate Neu jeweils die Silbermedaille, 1981 im westdeutschen München belegte der Achter mit Neu den fünften Rang. Im Jahr 1982 nahm sie im Vierer mit Steuerfrau in der Besetzung Jutta Raeck, Renate Neu, Ute Skorupski, Viola Kestler und Carola Richter an den Weltmeisterschaften im Schweizer Luzern teil.